# Centro Deportivo Olmedo
El Centro Deportivo Olmedo és un club de futbol, equatorià de la ciutat de Riobamba.

## Història
El club va ser fundat l'11 de novembre de 1919. El seu major èxit fou la lliga equatoriana del 2000. A més ha arribat dos cops a la primera ronda de la Copa Libertadores.

## Palmarès
- Campionat equatorià de futbol:[1]
  - 2000